# جيمس ميلر (عسكري)
جيمس ميلر (بالإنجليزية: James Miller)‏ هو عسكري أمريكي، ولد في 21 سبتمبر 1836 في الدنمارك في مملكة الدنمارك، وتوفي في 4 مارس 1914.